# 申洪植
申 洪植（シン・ホンシク、신홍식、1872年3月1日 - 1939年3月18日）は韓国のメソジスト牧師・独立運動家。本貫は高霊申氏。本名は申弘植。雅名は東吾。
忠清北道清州で出生して幼い時は漢学を習ったが、1904年清州の北監理教系教会を通じてプロテスタントに入敎した。1906年洗礼を受けた後、1913年には協成神學校を卒業して牧師になった。
1919年に三・一運動に民族代表33人で参加した。当時公州を経て、1917年から平壌で牧会をしていた。三・一運動には李昇薫の勧誘を受けて北監理教の代表に参加したが、準備段階であらかじめ京城府に上って来て朴熙道など北監理教人士を李昇薫に紹介して平壌地域の万歳運動も組織するなど積極的な活動をした。この事件で懲役2年刑を宣告されて服役した。
出獄後南北メソジスト教会の統合のために働き、1930年基督教朝鮮監理会を誕生させたが以後健康悪化で都落ち後に死亡した。
1962年に建国勲章大統領章を受勲し、清州の三一公園に銅像が設置されている。

## 参考サイト
- 大韓民国国家報勲処, 이 달의 독립운동가 상세자료 - 신홍식, 2006년[リンク切れ]
- 《기독교타임즈》 (2005.03) 독립운동 민족대표 33인-동오 신홍식 목사 고찰 (1)(2)(3)
- ko:틀:한국학중앙연구원 인물